# Moritz (Zerbst)
Moritz ist ein Ortsteil der gleichnamigen Ortschaft der Stadt Zerbst/Anhalt im Landkreis Anhalt-Bitterfeld in Sachsen-Anhalt, (Deutschland).

## Geografie
Das Dorf Moritz nordwestlich von Zerbst liegt zwischen dem Südwestrand des Fläming und dem Tal der mittleren Elbe. Die leicht hügelige Umgebung im Einzugsbereich der Nuthe fällt nach Süden allmählich ab.
Die Ortschaft Moritz bildet sich durch die Ortsteile Moritz (71 Einwohner) Schora (147 Einwohner) und Töppel (63 Einwohner), sowie den Wohnplätzen Moritzer Mühle und Güterbahnhof.
Naturräumlich gehört der Ort zum Zerbster Land, einer ackergeprägten offenen Kulturlandschaft und 536 km² großen Haupteinheit der übergeordneten Haupteinheitengruppe des Fläming im norddeutschen Tiefland. Das Zerbster Land bildet die Südwestabdachung des Flämings zur Elbe und gehört zum Einzugsgebiet dieses Flusses.

## Geschichte
Am 20. Juli 1950 wurden die bis dahin eigenständigen Gemeinden Schora und Töppel nach Moritz eingemeindet.
Am 1. Januar 2010 wurde Moritz mit den zugehörigen Ortsteilen Schora und Töppel nach Zerbst/Anhalt eingemeindet.

## Politik

### Ortschaftsrat
Als Ortschaft der Stadt Zerbst/Anhalt übernimmt ein so genannter Ortschaftsrat die Wahrnehmung der speziellen Interessen des Ortes innerhalb bzw. gegenüber den Stadtgremien. Er wird aus drei Mitgliedern gebildet.

### Bürgermeister
Der letzte Bürgermeister der Gemeinde Moritz war Thomas Wenzel.
Als weiteres ortsgebundenes Organ fungiert der Ortsbürgermeister, dieses Amt wird zurzeit von Thomas Wenzel wahrgenommen.

### Wappen
| | Blasonierung: „Geteilt von Silber und Grün; oben zwei stilisierte rote Rosen mit goldener Samenkapsel und spitzen grünen Kelchblättern an sich kreuzenden grünen Stielen, unten ein silberner Pflug.“ |
| Wappenbegründung: Die Farben des Ortes sind Weiß (Silber) - Grün. Die Teilung von Silber über Grün symbolisiert Vergangenheit und Gegenwart. Die gekreuzten gestielten und bewurzelten Rosen, das Siegelbild der Herren von Morditz, die im 13. und 14. Jahrhundert ihren Stammsitz in Moritz (eigentlich Morditz) hatten und namensgebend für das Dorf waren. Das Geschlecht erlosch Ende des 14. Jahrhunderts. Der Pflug, der die Landwirtschaft als Haupterwerbszweig der Einwohner von Moritz symbolisiert, war seit vielen Jahren im Siegelbild des Ortes gebräuchlich. Das Wappen wurde von der Heraldikerin Erika Fiedler aus Magdeburg gestaltet, am 5. Dezember 1995 durch das Regierungspräsidium Dessau genehmigt und im Landeshauptarchiv Magdeburg unter der Wappenrollennummer 118/1995 registriert. | |

### Flagge
Die Flagge ist weiß - grün (1:1) längsgestreift und das Wappen ist mittig auf die Flagge aufgelegt.

## Verkehrsanbindung
Unmittelbar östlich an Moritz vorbei führt die Bundesstraße 184 (Magdeburg–Dessau). Im nahen Schora zweigt eine Straßenverbindung über Güterglück zur Elbfähre (Gierseilfähre) nach Barby ab.
Der Bahnhof Güterglück im Nachbarort ist eine als Turmbahnhof gebaute Station an der Bahnstrecke Magdeburg–Dessau und ehemals der Bahnstrecke Berlin–Blankenheim.

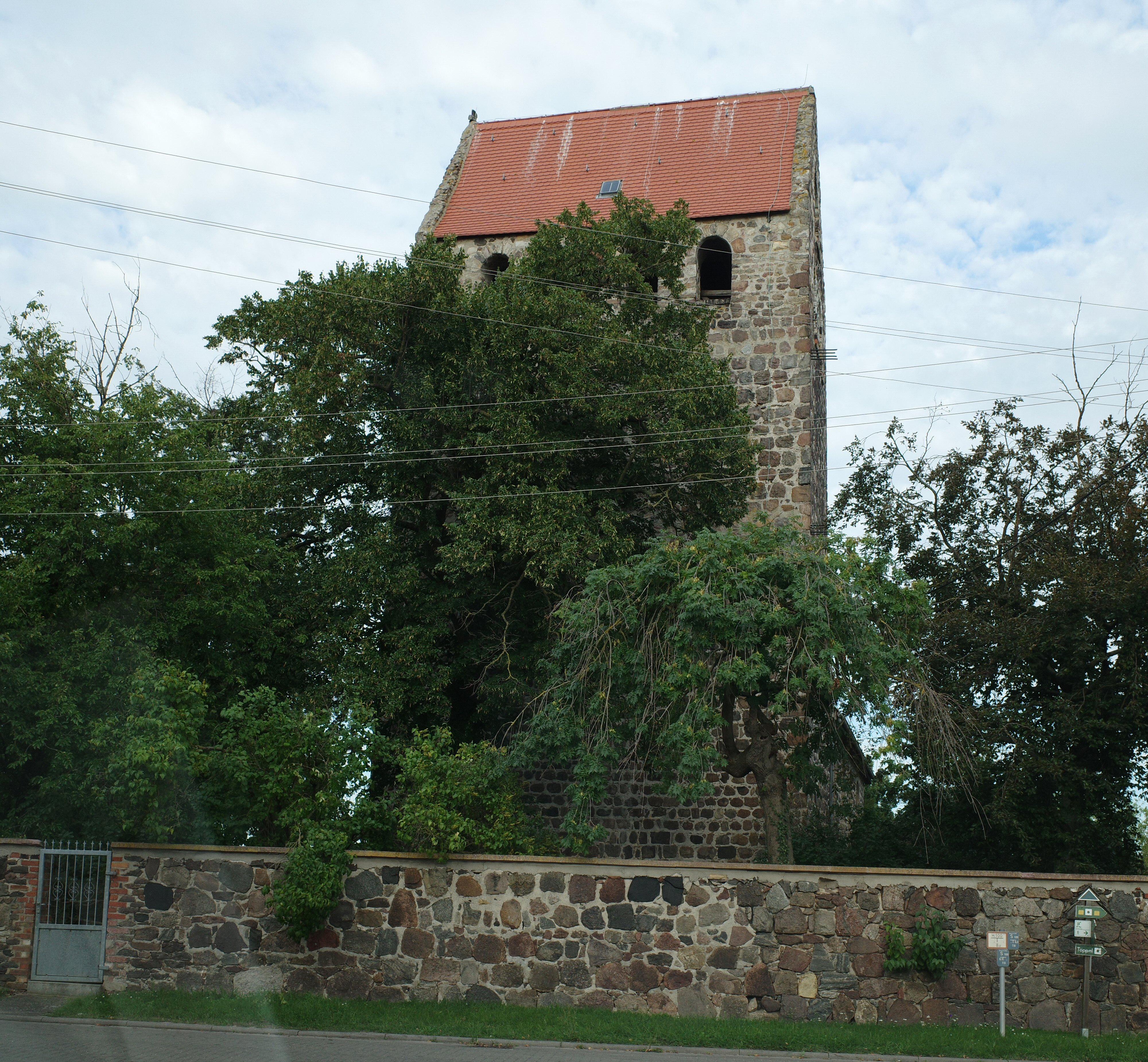

## Sehenswürdigkeiten

### Kirche
Die evangelische Kirche Moritz ist ein spätromanisches Feldsteinbauwerk aus der Zeit um 1200, bestehend aus Schiff, eingezogenem Chor, Apsis und Westquerturm (Vollständige Anlage). Der Turm ist mit rundbogigen Schallöffnungen versehen und mit einem Satteldach gedeckt. Das Südportal und die Fenster der Nordseite an Schiff und Chor entsprechen dem Ursprungszustand. Das Innere ist flachgedeckt, Triumph- und Apsisbogen sind romanisch mit überarbeiteten Kämpfern. Die Emporen an Nord- und Westseite sind auf das Jahr 1800 datiert; die Westempore wurden um 1900 nach Osten vorschwingend erweitert.
Ein barocker Altaraufsatz zeigt über einer Abendmahlsdarstellung in der Predella ein Gemälde der Grablegung. Die Mitteltafel ist von Doppelsäulen flankiert. Im Aufbau ist eine schlichte Kanzel mit aufgelegtem, reichem Schnitzwerk mit Rocailleformen, vermutlich aus einer Zweitverwendung.